# Amtsgericht Landsberg (Ostpreußen)
Das Amtsgericht Landsberg (Ostpreußen) war ein preußisches Amtsgericht mit Sitz in Landsberg (Ostpreußen), Ostpreußen.

## Geschichte
Das königlich preußische Amtsgericht Landsberg wurde mit Wirkung zum 1. Oktober 1879 als eines von 17 Amtsgerichten im Bezirk des Landgerichtes Bartenstein im Bezirk des Oberlandesgerichtes Königsberg gebildet. Der Sitz des Gerichtes war Landsberg. Aufgehoben wurde die Gerichtskommission Landsberg beim Kreisgericht Bartenstein. Sein Gerichtsbezirk umfasste den Kreis Preußisch Eylau außer dem Teil, der den Amtsgerichten Bartenstein, Creuzburg, Domnau und Preußisch Eylau zugeordnet war. Am Gericht bestanden 1888 zwei Richterstellen. Das Amtsgericht war damit ein mittelgroßes Amtsgericht im Landgerichtsbezirk.
Im Jahre 1945 wurden der Amtsgerichtsbezirk unter polnische Verwaltung gestellt und die deutschen Einwohner vertrieben. Damit endete auch die Geschichte des Amtsgerichtes Landsberg.